# تپه یوخاری چای
تپه یوخاری چای در شهرستان زنجان، بخش مرکزی، دهستان بوغدا کندی، ۰/۵ کیلومتری شمال غرب روستای گل بداغ واقع شده و این اثر در تاریخ ۱۸ اسفند ۱۳۸۷ با شمارهٔ ثبت ۲۵۳۴۸ به‌عنوان یکی از آثار ملی ایران به ثبت رسیده است.